# Герб Паневежиського повіту

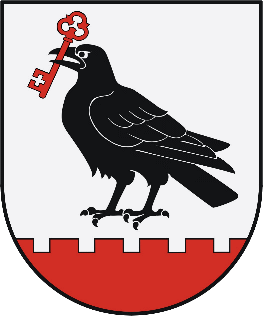
Герб Упите

Герб Ягеллонів

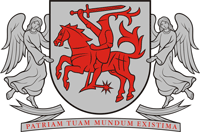
Герб Аукштайтії

Герб Паневежиського повіту (лит. Panevėžio apskritis herbas) — символ сучасного адміністративно-територіального утворення в Литовській республіці Паневежиського повіту. 

## Історія
Герб Паневежиського повіту затверджено Декретом президента Литви за № 146 від 7 липня 2004 року.
Автор еталонного герба — художник Роландас Римкунас.

## Опис (блазон)
У срібному полі над червоною зубчастою основою їде верхи на чорному коні лицар у таких же обладунках з червоним плюмажем на шоломі та синім щитом, на якому золотий литовський подвійний хрест; на синій облямівці десять золотих литовських подвійних хрестів.

## Зміст
Сюжет з лицарем походить з найдавнішої відомої печатки Упитського повіту за 1581-1589 роки, на яких була зображена литовська Погоня. Він вважається також гербом історичного регіону Аукштайтія, найбільшим містом якого є місто Паневежис. Для відмінності від герба Аукштайтії в символі повіту поле замінене на срібне. Червона зубчаста основа походить з герба Упите.
Синя облямівка з десятьма ягеллонськими хрестами (хрестами з чотирма раменами) — загальний елемент для гербів повітів Литви. Ягеллонський хрест символізує Литву, число 10 вказує на кількість повітів, золото в синьому полі — традиційні кольори ягеллонського хреста.